# Ouled Saïd (tribu)
Ne doit pas être confondu avec Ouled Saïd (Chaouïa).
Les Ouled Saïd (arabe : اولاد سعيد) sont une tribu tunisienne arabe issue des Hilaliens et installée dans le Nord-Est tunisien, avec Enfida pour capitale.

## Histoire

### Origines
Les Ouled Saïd seraient issus de la tribu des Riyah, installée au Maghreb à la suite de l'invasion hilalienne. Leur territoire s'étend de la ville d'Enfida, jusqu'au cap Bon. Ils s'installent un premier temps à Malte, avant de revenir en Tunisie.

### Moyen Âge et époque moderne
Historiquement, ils sont réputés guerriers et redoutés, et Gustave Mercier-Lacombe les qualifie de « pillards incorrigibles ». L'historien Ibn Khaldoun les décrit comme étant « les Bédouins les plus belliqueux ». Ibn Abi Dinar les présente même comme étant les responsables de l'insécurité en Ifriqiya. Ils sont à maintes reprises marginalisés par le pouvoir, d'abord sous les Hafsides, où ils sont exclus du corps musulman par les légistes, qui assimilaient même les campagnes menées contre eux à la guerre sainte. En 1433, le sultan Abou Amr Uthman les réduit, en confisquant leurs terres et en les déportant. Néanmoins, une source coloniale les qualifie de meilleurs cavaliers du pays, au côté des Ouerghemma.
Durant l'occupation espagnole[Quand ?], les Ouled Saïd sont présentés comme l'une des tribus les plus puissantes du royaume. Comptant huit cheikhs, dont le principal se nomme Baldiaf, elle est composée de 2 700 cavaliers.
Sous le pouvoir beylical, ils sont également marginalisés et mènent une révolte contre le bey en 1613, mais sans succès. Néanmoins, ils participent à la guerre algéro-tunisienne de 1628 et à la bataille de Smendja en 1735, venant renforcer l'armée husseinite aux côtés des Souassi et des Drid.
En 1864, en pleine insurrection menée par Ali Ben Ghedhahem, le caïd des Ouled Saïd, Mohamed El Ouaer, protège un haut fonctionnaire beylical, qui est le commandant Rachid, un gendre du bey. Il est alors escorté par Mohamed El Ouaer jusqu'à la ville de Kairouan, l'un des principaux foyers de l'insurrection. La même année, le caïd des Ouled Saïd noue une alliance avec les Jlass de Kairouan, et la tribu attaque et pille la ville de Nabeul, en visant particulièrement sa communauté juive. Ils attaquent et pillent également la ville de Hammamet, qui reçoit par ailleurs des réfugiés venant des villages de Takrouna et Hergla. Ils reçoivent par la suite des renforts Mthalith, qui les aident à la piller. Par ailleurs, la tribu est accusée par l'État d'avoir participé aux révoltes de 1841 et 1850, sans pour autant de preuves précises et exactes.  
Ils participent en revanche de manière active à la lutte contre la colonisation française et s'allient en 1881 aux Jlass et aux Souassi, réunissent 6 000 hommes, et attaquent l'armée française à Bir Hfaïdh près de Hammamet. Par ailleurs, ils sont employés en tant que fermiers par la Société du crédit marseillais, implantée sur le territoire de la tribu.
Selon un récit, ils seraient entrés en guerre avec les Jlass voisins durant cent ans, en raison d'un mariage d'une Saïdienne avec un Jlass, auquel les Ouled Said se sont fermement opposés.

## Composition
La tribu serait composée de plusieurs fractions, à savoir : 
- Ouled Daoud ;
- Ouled Aoun ;
- Ouled Amar ;
- Ouled Messaoud ;
- Ouled Abdallah ;
- Ouled Tiba.

Au XIXe siècle, la tribu serait peuplée d'environ 5 000 à 6 000 personnes.

## Culture
La tribu pratiquait la fantasia, un art équestre traditionnel d'origine tunisienne.